# Tycho Fredrik Hugo Tullberg
Tycho Fredrik Hugo Tullberg (ur. 9 października 1842 w Uppsala, zm. 24 kwietnia 1920 w Uppsala) – szwedzki przyrodnik i zoolog.